# Gutenstein (Niederösterreich)
Gutenstein ist eine österreichische Marktgemeinde im Bezirk Wiener Neustadt in Niederösterreich mit 1256 Einwohnern (Stand 1. Jänner 2025).
Gutenstein ist ein bedeutender katholischer Wallfahrtsort und bedingt durch seine klimatische Lage auch Luftkurort.

## Geografie
Gutenstein liegt im Industrieviertel im Tal der Piesting in Niederösterreich.
Das Gebiet gehört zu den Nördlichen Kalkalpen, zu der nach dem Ort benannten Gruppe der Gutensteiner Alpen, deren Kernzone das Piestingtal bildet. Die Fläche der Marktgemeinde umfasst 104,20 km², etwa 91 % der Fläche ist bewaldet, womit Gutenstein den zweithöchsten Waldanteil aller Gemeinden Österreichs hat (Stand August 2017).

### Gemeindegliederung
Das Gemeindegebiet umfasst eine einzige gleichnamige Katastralgemeinde bzw. acht Ortschaften (in Klammern Einwohnerzahl Stand 1. Jänner 2025):
- Gutenstein (338)
- Hintergschaid (6)
- Klostertal (136) mit den Weilern Aichlmühl, Putzenhof und Wegscheid
- Längapiesting (114) mit Mariahilfberg und Öhlersimmerl
- Steinapiesting (61)
- Urgersbach (3)
- Vorderbruck (589) mit Blättertal, Edeltal und Eichberggraben
- Zellenbach (9)

### Nachbargemeinden
Die Gutensteiner Nachbargemeinden sind Miesenbach, Muggendorf, Pernitz, Waidmannsfeld, Rohr im Gebirge, die ebenfalls zum Bezirk Wiener Neustadt-Land gehören, sowie im Bezirk Neunkirchen die Gemeinden Puchberg am Schneeberg und Schwarzau im Gebirge.

## Geschichte
Bis 15 v. Chr. war das Gebiet Teil des keltischen Königreiches Noricum und gehörte zur Umgebung der keltischen Höhensiedlung Burg auf dem Schwarzenbacher Burgberg, welche Hauptort für das gesamte Nord-Ost-Norikum war. Mit der Einverleibung Noricums in das Imperium Romanum unter Kaiser Augustus fiel auch das Gebiet um das heutige Gutenstein unter die Herrschaft der Römer und lag zunächst in der Provinz Noricum, nach Veränderung der Grenzen ab dem Jahr 8 n. Chr. in der Provinz Pannonia.
Der Ort zu Füßen der gegen Ende des 12. Jahrhunderts erbauten Burg Gutenstein (erste urkundliche Erwähnung 1220) blieb zunächst bedeutungslos. 1321 erhob Friedrich der Schöne, der die Burg zu seinem bevorzugten Aufenthaltsort wählte, Gutenstein zum Markt.
1487 kam Gutenstein unter die Herrschaft von Matthias Corvinus, 1490 wieder unter die Habsburger. Die Türkeneinfälle 1529 und 1532 übersteht Gutenstein vergleichsweise unbehelligt. 1576 verkaufen die Habsburger die Burg und die Herrschaft Gutenstein an die Familie Hoyos. Kaiser Ferdinand II. erhebt den Besitz 1628 zur Grafschaft. 1661 bringt der Marktrichter Sebastian Schlager ein wundertätiges Marienbild auf den Mariahilfberg, darauf wird dort von 1679 bis 1685 ein Kloster erbaut, 1688 eine Wallfahrtskirche, die nach einem Brand 1727 wieder errichtet wird.
1671 begann die Familie Hoyos ihr Schloss im Tal zu bauen. Der Dichter Ferdinand Raimund kam ab 1825 regelmäßig nach Gutenstein, wo er auch 1836 begraben wurde. Nach der Verwaltungsreform von 1848 übernahm die Gemeinde Gutenstein von der gräflichen Herrschaft Hoyos die Verwaltung. 1877 wurde die Gutensteinerbahn eröffnet, die für die im 19. Jhdt. errichteten Industriebetriebe (Eisenverarbeitung, Sägewerke und Kohlenmeiler) wichtig war. 1912 wurde die Gutensteiner Wasserleitung gebaut; Gutenstein entwickelte sich anschließend zum Fremdenverkehrsort.
Gegen Ende des Zweiten Weltkriegs wurde Gutenstein kurzzeitig Frontgebiet und gehörte nach Kriegsende bis 1955 zur sowjetischen Besatzungszone.
Die Raimundspiele Gutenstein im Bleichgarten wurden 1993 gegründet und im Jahr 2000 wiederaufgenommen. Seit 1995 finden musikalische Sommerkurse statt, zuerst unter dem Namen „Cartusiana“, dann als Meisterklassen Gutenstein.

### Bevölkerungsentwicklung

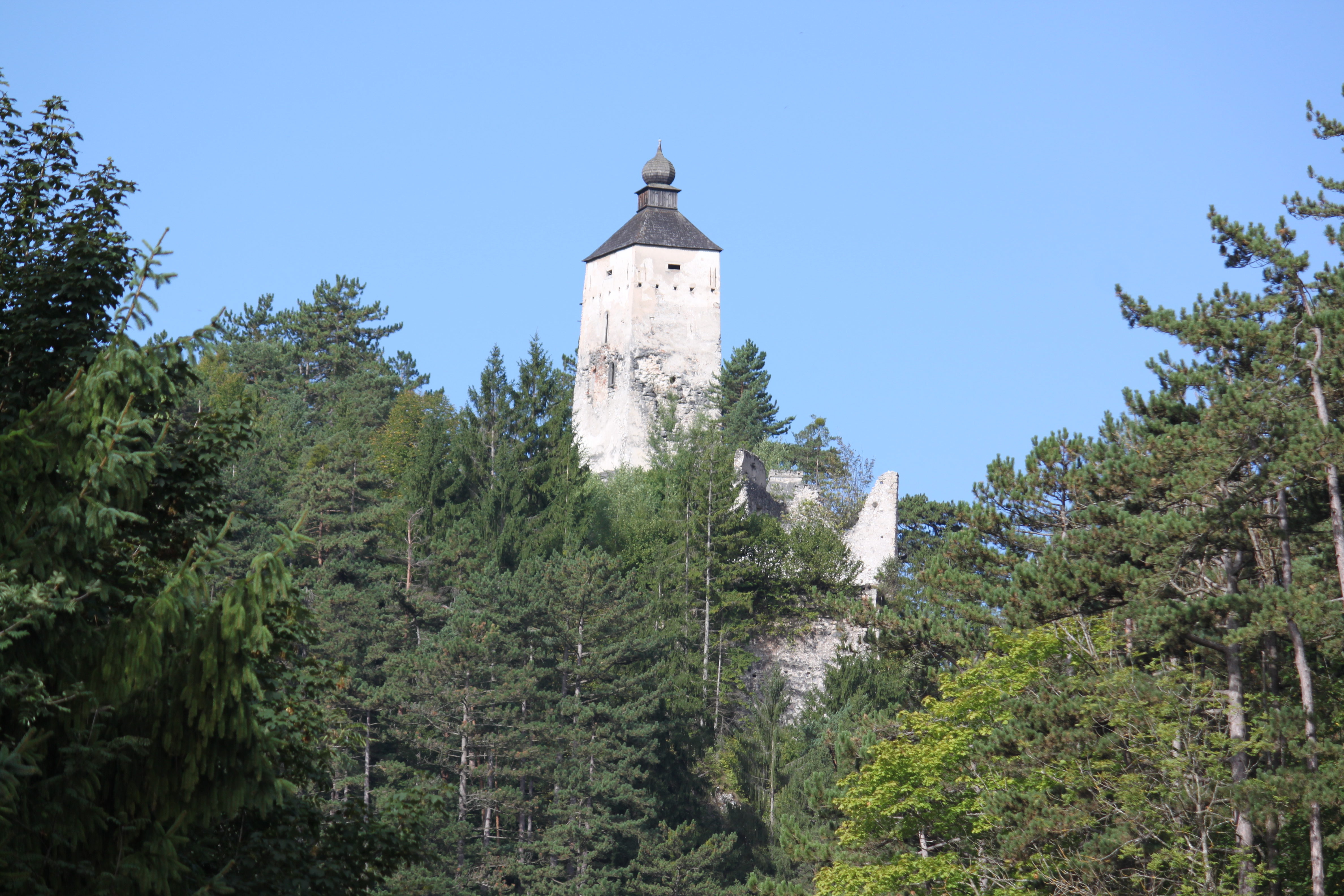
Burgruine Gutenstein

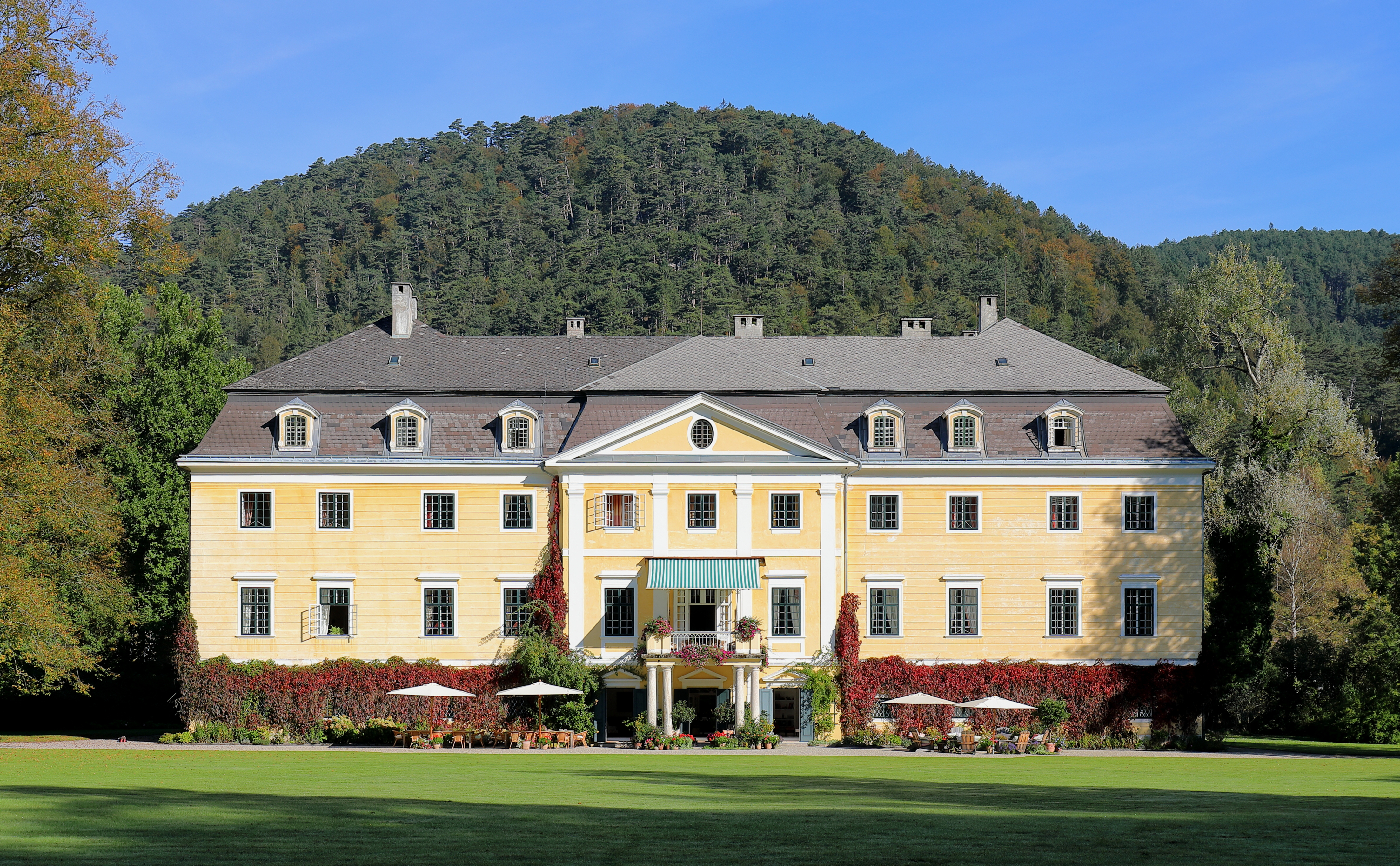
Schloss Gutenstein

| Gutenstein: Einwohnerzahlen von 1869 bis 2025       | Gutenstein: Einwohnerzahlen von 1869 bis 2025 | Gutenstein: Einwohnerzahlen von 1869 bis 2025 | Gutenstein: Einwohnerzahlen von 1869 bis 2025 | Gutenstein: Einwohnerzahlen von 1869 bis 2025 |
| --------------------------------------------------- | --------------------------------------------- | --------------------------------------------- | --------------------------------------------- | --------------------------------------------- |
| Jahr                                                |                                               |                                               |                                               | Einwohner                                     |
| 1869                                                | 1869                                          |                                               | 1.752                                         | 1.752                                         |
| 1880                                                | 1880                                          |                                               | 1.818                                         | 1.818                                         |
| 1890                                                | 1890                                          |                                               | 1.803                                         | 1.803                                         |
| 1900                                                | 1900                                          |                                               | 1.960                                         | 1.960                                         |
| 1910                                                | 1910                                          |                                               | 1.936                                         | 1.936                                         |
| 1923                                                | 1923                                          |                                               | 1.764                                         | 1.764                                         |
| 1934                                                | 1934                                          |                                               | 1.834                                         | 1.834                                         |
| 1939                                                | 1939                                          |                                               | 1.763                                         | 1.763                                         |
| 1951                                                | 1951                                          |                                               | 1.860                                         | 1.860                                         |
| 1961                                                | 1961                                          |                                               | 1.772                                         | 1.772                                         |
| 1971                                                | 1971                                          |                                               | 1.714                                         | 1.714                                         |
| 1981                                                | 1981                                          |                                               | 1.550                                         | 1.550                                         |
| 1991                                                | 1991                                          |                                               | 1.586                                         | 1.586                                         |
| 2001                                                | 2001                                          |                                               | 1.402                                         | 1.402                                         |
| 2011                                                | 2011                                          |                                               | 1.305                                         | 1.305                                         |
| 2021                                                | 2021                                          |                                               | 1.259                                         | 1.259                                         |
| 2025                                                | 2025                                          |                                               | 1.256                                         | 1.256                                         |
| Quelle(n): Statistik Austria, Gebietsstand 1.1.2021 |                                               |                                               |                                               |                                               |

### Religion
Nach den Daten der Volkszählung 2001 waren 80,6 % der Einwohner römisch-katholisch, 3,7 % evangelisch, 3,8 % Muslime, 2,2 % gehörten orthodoxen Kirchen an, 7,9 % der Bevölkerung hatten kein religiöses Bekenntnis.

## Kultur und Sehenswürdigkeiten

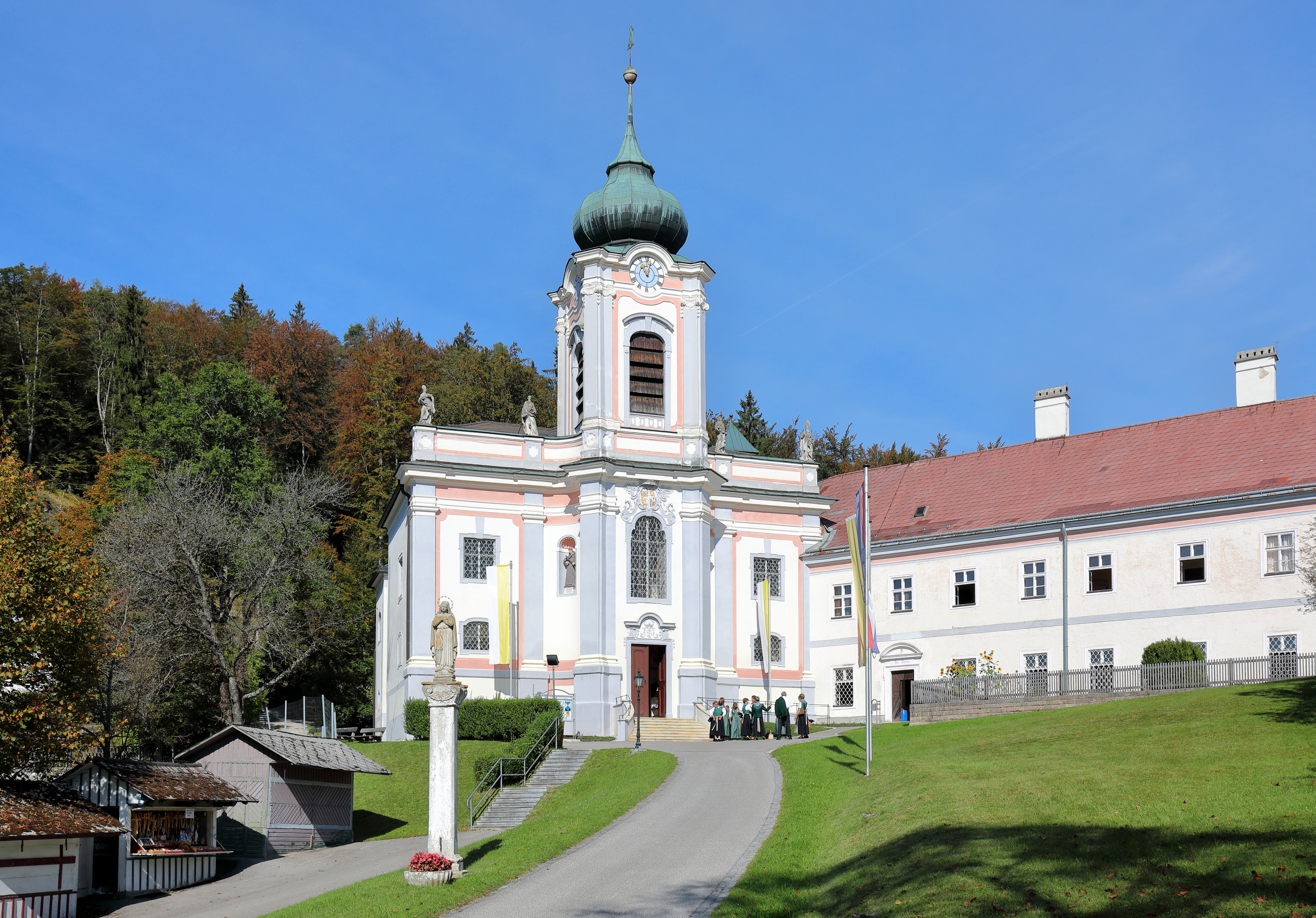
Wallfahrtsort Mariahilfberg

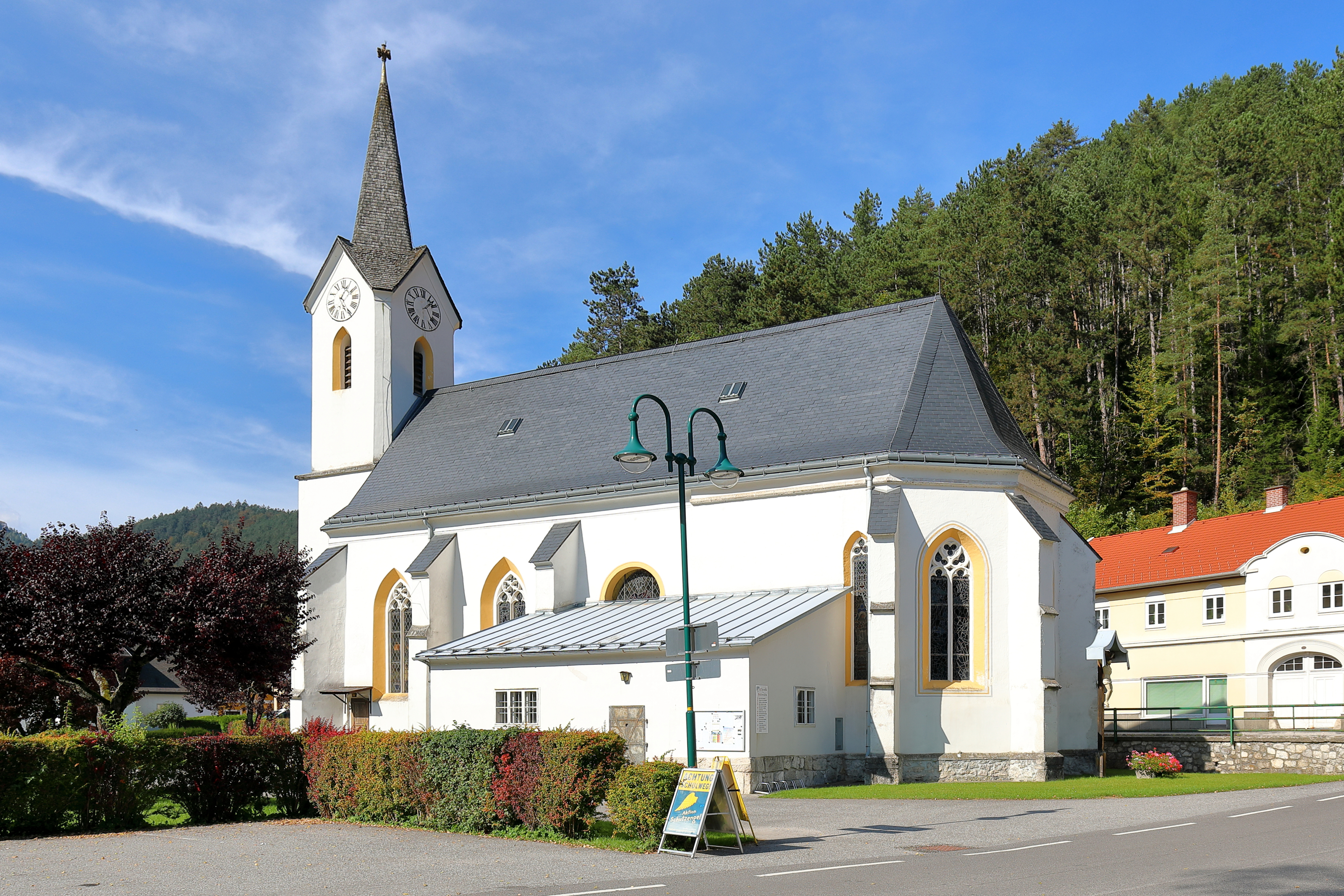
Pfarrkirche Gutenstein

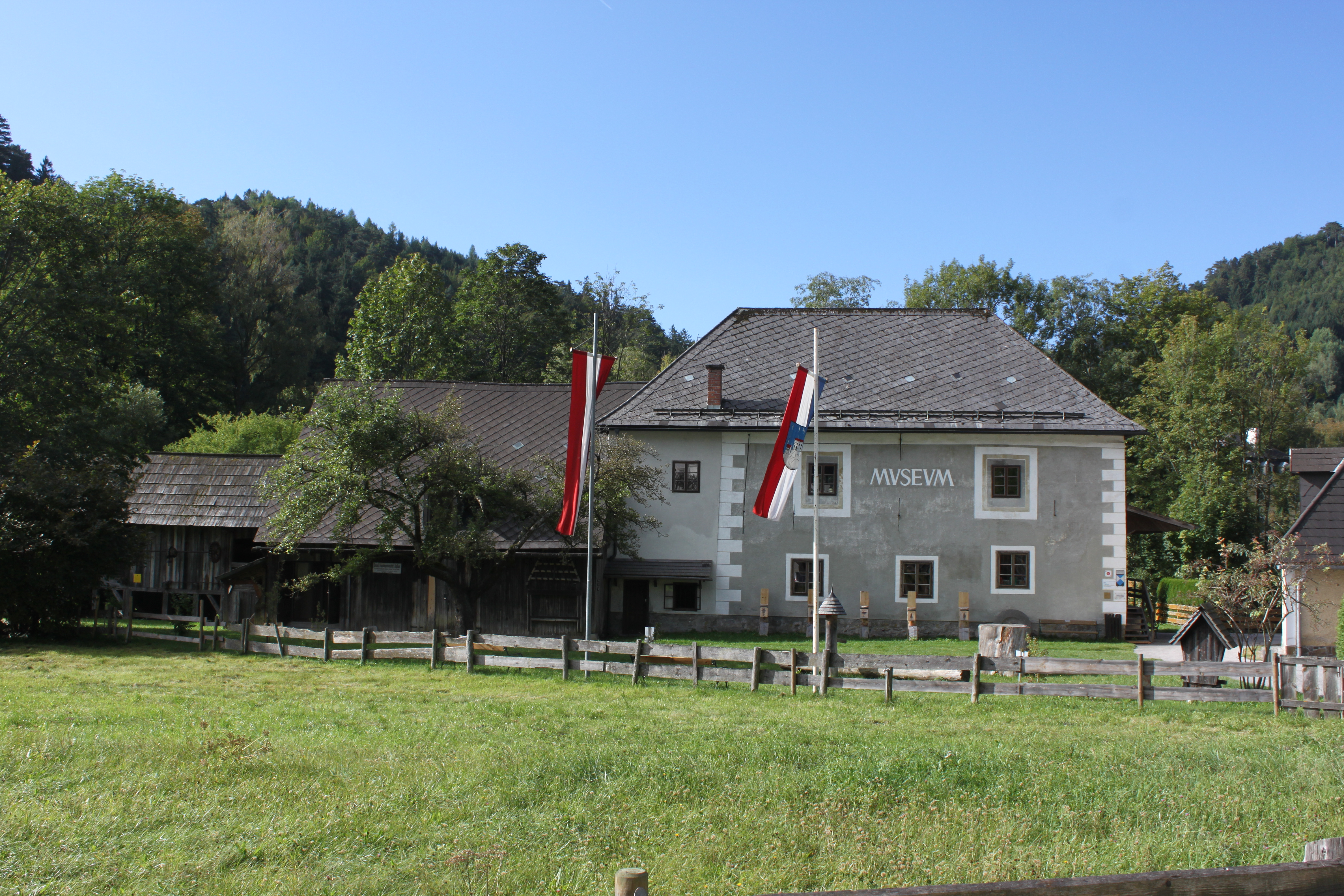
Waldbauernmuseum Gutenstein

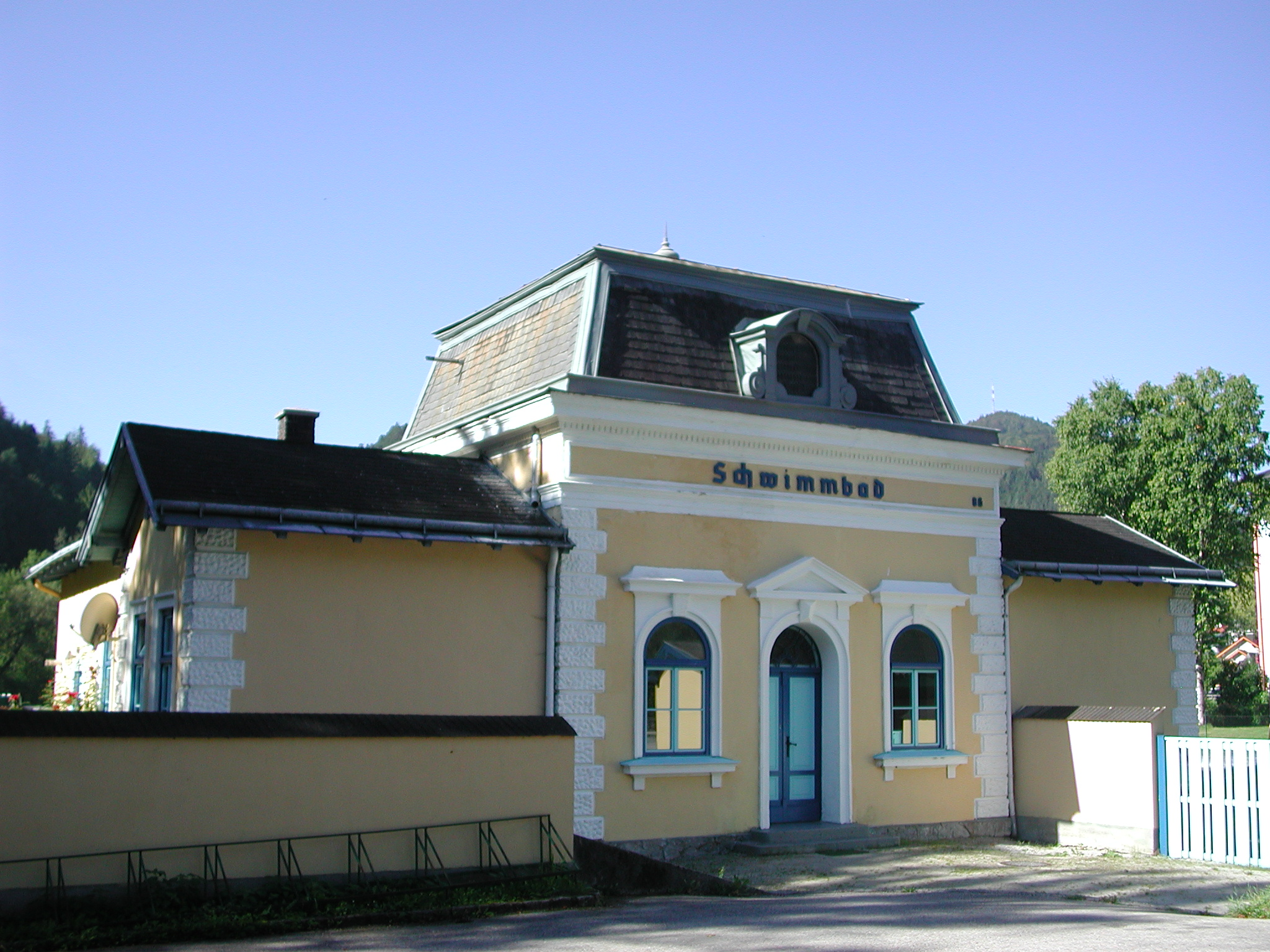
Schwimmbad Gutenstein

- Burgruine Gutenstein: Burgruine mit wertvoller spätromanischer Bausubstanz, im 16. und 17. Jahrhundert weitgehend erneuert
- Wallfahrtskirche Mariahilfberg: Im Barockstil von 1668 bis 1688 erbaut. Als Kirche zur „hilfreichen Jungfrau Maria“ geweiht, im 18. Jahrhundert durch Feuer zerstört, etwas erweitert wieder aufgebaut.
- Servitenkloster Mariahilfberg
- Pfarrkirche Gutenstein: (Pfarrkirche hl. Johannes der Täufer), ursprünglich romanische Kirche, mehrfach umgebaut und erweitert; Im Jahr 1487 erfolgte der Zubau des gotischen Chores und von 1675 bis 1680 die Neuerrichtung des Langhauses. Im Jahr 1857 wurde der Turm erhöht, das Oratorium im Norden angebaut und die Grabkapelle errichtet. Die im Süden ehemals angebaute gotische Sakristei wurde 1907 abgetragen und durch eine neue ersetzt.
- Waldbauernmuseum Gutenstein: Das Museum wurde in einer stillgelegten alten Hofmühle 1965 eröffnet und präsentiert das bäuerliche Kulturgut des oberen Piestingtals.
- Schloss Hoyos mit Schlosspark (Privatbesitz, nicht öffentlich zugänglich)
- Feuerwehrmuseum: 1999 eröffnet, ältestes Schauobjekt ist eine Pumpe aus dem Jahr 1791
- Raimundgedenkstätte: Gedenkstätte des Dramatikers Ferdinand Raimund
- Stiftung Hubert Aratym: Präsentation der Werke des Malers Hubert Aratym
- Schwimmbad Gutenstein, von Peter Kempny begründet

### Regelmäßige Veranstaltungen
- Kultursommer Gutenstein veranstaltet:
  - Festspiele Gutenstein (eigentlich: Raimundspiele):  Gegründet 1993 von Peter Janisch. In den Jahren 2000–2007 wurden unter der Regie von Ernst Wolfram Marboe alle acht von Ferdinand Raimund geschriebenen Theaterstücke in einer Reihe von nahezu demselben Ensemble aufgeführt. Die Aufzeichnung der Stücke durch das ORF-Landesstudio Niederösterreich ergab erstmals eine komplette Sammlung der Raimund-Werke, die bereits im ORF und auf 3sat zu sehen war. Ab 2008 wurden auch Werke anderer Autoren wie Tutanchamun – Das Musical gespielt. Die Raimundspiele änderten ihren Namen in Festspiele Gutenstein. 2013 übernahm Isabella Gregor die Intendanz der Festspiele. Sie führte wieder Stücke von Ferdinand Raimund auf. Mitte 2015 lief der Vertrag mit Gregor aus, ihre Nachfolgerin ist Kammerschauspielerin Andrea Eckert, die 2016 das Stück „Der Diamant des Geisterkönigs“ zur Aufführung brachte. Im Sommer 2017 steht „Der Alpenkönig und der Menschenfeind“ auf dem Programm. Die Festspiele heißen nun wieder Raimundspiele.
  - Konzerte der Meisterklassen Gutenstein
  - Lesungen am Mariahilfberg, Kabaretts und anderes

## Wirtschaft und Infrastruktur

### Wirtschaft
Nichtlandwirtschaftliche Arbeitsstätten gab es im Jahr 2001 85, land- und forstwirtschaftliche Betriebe nach der Erhebung 1999 69. Die Zahl der Erwerbstätigen am Wohnort betrug nach der Volkszählung 2001 547. Die Erwerbsquote lag 2001 bei 40,29 %. Ein Betrieb von überörtlicher Bedeutung ist Wohnwagon, ein Hersteller von Wohnwagen in Bauwagenweise.

### Bildung
In Gutenstein befindet sich eine Volksschule.

### Verkehr
- Straße: Die Gutensteiner Straße B 21.
- Bahn: Die in Gutenstein endende Gutensteinerbahn bilden eine direkte Verbindung in die Hauptstadt des Industrieviertels Wiener Neustadt.

## Politik

### Gemeinderat
Der Gemeinderat hat 19 Mitglieder.
- Mit den Gemeinderatswahlen in Niederösterreich 1990 hatte der Gemeinderat folgende Verteilung: 13 ÖVP, und 6 SPÖ.
- Mit den Gemeinderatswahlen in Niederösterreich 1995 hatte der Gemeinderat folgende Verteilung: 13 ÖVP, 5 SPÖ, und 1 FPÖ.[7]
- Mit den Gemeinderatswahlen in Niederösterreich 2000 hatte der Gemeinderat folgende Verteilung: 14 ÖVP, 4 SPÖ, und 1 FPÖ.[8]
- Mit den Gemeinderatswahlen in Niederösterreich 2005 hatte der Gemeinderat folgende Verteilung: 11 ÖVP, und 8 SPÖ.[9]
- Mit den Gemeinderatswahlen in Niederösterreich 2010 hatte der Gemeinderat folgende Verteilung: 14 ÖVP, und 5 SPÖ.[10]
- Mit den Gemeinderatswahlen in Niederösterreich 2015 hatte der Gemeinderat folgende Verteilung: 8 ÖVP, 7 Bürgerforum Gut für Gutenstein (GFG), und 4 SPÖ.[11]
- Mit den Gemeinderatswahlen in Niederösterreich 2020 hatte der Gemeinderat folgende Verteilung: 12 Bürgermeister Michael Kreuzer Liste GFG, 5 ÖVP und 2 SPÖ.[12]
- Mit den Gemeinderatswahlen in Niederösterreich 2025 hat der Gemeinderat folgende Verteilung: 7 ÖVP, 7 SPÖ, 3 Liste Michael Kreuzer - Jetzt Gutenstein (LISTE) und 2 Bürgerforum Gut für Gutenstein (GFG).[13]

### Bürgermeister
- bis 1945 Ferdinand Panzenböck (KPÖ)[14]
- 1945–1946 Franz Gruber
- 1946–1947 Geza Bleyer-Panzenböck
- 1947–1949 Franz Gruber (ÖVP)
- 1949–1955 Johann Rotheneder (ÖVP)
- 1955–1975 Karl Seiser (SPÖ)
- 1975–1990 Ernst Hohenbichler (ÖVP)
- 1990–2005 Adolf Reuscher (ÖVP)
- 2005–2006 Dietrich Bauer (ÖVP)
- 2006–2015 Johannes Seper (ÖVP)
- 2015–2024 Michael Kreuzer (GFG)[15]
- 2024–2025 Hildegard Ramberger (GFG)[16]
- seit 2025 Manuela Zak (SPÖ)

### Wappen
Der Gemeinde wurde 1996 folgendes Wappen verliehen: In Blau zwei silberne Felsen, auf dem rechten niedrigeren eine silberne Kirche mit drei Fenstern, rechts aufgesetztem Turm und roten Dächern, auf dem linken überhängenden eine zinnenbekrönte, rot gedeckte silberne Burg mit offenem Tor, fünf darüberliegenden Fenstern und links angebautem zinnenbekröntem Bergfried mit rotem Spitzdach, über den Gebäuden vier nach links fliegende silberne Tauben.

### Gemeindepartnerschaften
- seit Jahr?  Gutenstein im Oberen Donautal in Baden-Württemberg

## Persönlichkeiten

### Ehrenbürger der Gemeinde
- Jahr? Hiltraud Ast (1923–2020), Volkskundlerin und Heimatforscherin
- Jahr? Ernst Wolfram Marboe (1938–2012), leitete einige Jahre (2000–2007) die Festspiele Gutenstein
- 2011: Adolf Reuscher, ehemaliger Bürgermeister[18]

### Söhne und Töchter der Gemeinde
- Hubert Aratym (1926–2000), österreichischer Maler, Bildhauer und Bühnenbildner
- Herbert Brunar (1897–1983), Synchron-, Radio- und Hörspielsprecher sowie Hörspielregisseur
- Rudolf Hoyos-Sprinzenstein (1884–1972), österreichischer Adeliger
- Hedy Kempny (1895–1986), österreichische Journalistin
- Georg Rona (1909–1994), österreichisch-dänischer Übersetzer
- Heinrich Schneidmadl (1886–1965), Buchdrucker, Politiker, Abgeordneter zum Landtag und zum Nationalrat
- Sepp Tiefenbacher (1925–2009), Heimatdichter

### Personen mit Bezug zur Gemeinde
- Friedrich der Schöne (1289–1330), Herzog von Österreich und Steiermark, 1314–1330 (als Friedrich III.) Gegenkönig des Heiligen Römischen Reiches, verstarb auf Burg Gutenstein, wo er auch die letzten Lebensjahre verbrachte
- Ferdinand Raimund (1790–1836), österreichischer Dramatiker; Gutenstein ist untrennbar mit Ferdinand Raimund verbunden. Der Dichter und Schauspieler des Biedermeier geboren, ließ sich 1834 in Gutenstein nieder, nachdem er schon in den vorangegangenen Jahren viel Zeit hier verbracht hatte, er ist auch hier begraben
- Rudolf Tyrolt (1848–1929), österreichischer Schauspieler und Schriftsteller, in Gutenstein gestorben und begraben
- Ernst Karl Heinrich Hoyos-Sprinzenstein (1856–1940), Großgrundbesitzer, Expeditionsreisender und Offizier
- Peter Kempny (1862–1906), österreichischer Insektenforscher, Gutensteins erster Gemeindearzt, Komponist
- Johann Umlauff von Frankwell (1866–1932), Militärpilot und Kommandant im Ersten Weltkrieg, besaß hier einen Gutshof
- Hans Kaltneker (1895–1919), österreichischer Erzähler, Lyriker und Dramatiker, einer der Hauptvertreter des österreichischen Expressionismus, in Gutenstein begraben